# Hartwaren
Hartwaren ist ein gängiger Sammelbegriff im mittelständischen Einzelhandel. Eine gesetzliche, genormte oder anderweitig offiziell bestimmte Definition existiert nicht. Der Begriff bezeichnet in der Fachsprache des Einzelhandels zusammenfassend verschiedene Warengruppen, darunter traditionell die Warengruppen der Eisenwaren (Werkzeuge, Beschläge, Befestigungsartikel, Sicherungstechnik, Heimwerkerbedarf, Elektrokleingeräte, Sanitärartikel und Arbeitsschutz und Gartengeräte), sowie den Hausrat (Glas, Porzellan, Schneidwaren,  Einbauküchen, Haushaltsgroßgeräte).
Branchenvertretung in Deutschland ist der Zentralverband Hartwarenhandel (ZHH). Größere Handelsketten und Gruppen von Baumärkten sind nicht in diesem Verband organisiert.
Der traditionelle Messeplatz für diesen Handelsbereich in Deutschland ist Frankfurt.
Erster spezialisierter Großhändler für diese Warengruppen war seit 1919 der Einkaufsverbund Nordwest in Bremen (ab 1945 Nordwest Hagen, seit 2016 Nordwest Handel in Dortmund).

## Wortherkunft
Der Begriff ist ein Anglizismus, leitet sich aber nicht von Hardware, sondern von hard goods ab. Hard goods oder durable goods sind in der englischen Sprache Güter, die nicht sofort verbraucht werden (also Gebrauchsgüter). Im Gegensatz hierzu stehen die soft goods für sofort verbrauchbare Güter, also Verbrauchsgüter.
Die Verwendung in Deutschland ist seit den 1960er Jahren dokumentiert. Zunächst wurde der Begriff allerdings, abweichend von der ursprünglichen Bedeutung, für alle Haushaltswaren außerhalb des Textilbereichs verwendet. Während die Abgrenzung zu Textilwaren für den spezialisierten Einzelhandel früher wichtig war, ist mit dem Wandel des Einzelhandels hin zu großen Warenhäusern heute die Abgrenzung zu Lebensmitteln vorrangig. Im Handel hat sich daher der Sammelbegriff Non-Food-Artikel etabliert, der synonym Verwendung findet.